# Josef Albisser
Josef Albisser (* 25. Februar 1868 in Büron; † 25. September 1943 in Luzern) war ein Schweizer Jurist, Politiker und Arbeiterführer.

## Leben
Josef Albisser war der Sohn des gleichnamigen liberalen Lehrers Josef Albisser und dessen Ehefrau Sophie (geb. Winterhalder).
Er studierte Rechtswissenschaften und Nationalökonomie anfangs an der Universität Leipzig und setzte dieses an der Universität München sowie an der Universität Bern fort.
1892 erhielt er in Luzern sein Anwaltspatent und war von 1895 bis 1915 Fürsprech. In der Zeit von 1917 bis 1929 war er Richter und bis 1922 Präsident des Eidgenössischen Versicherungsgerichts.
Josef Albisser blieb zeit seines Lebens unverheiratet.

### Politisches und soziales Wirken
Josef Albisser war Mitglied der Schulpflege in Luzern und gründete in den 1890er Jahren die SP Luzern. Von 1899 bis 1915 war im Großen Stadtrat von Luzern, anschliessend von 1915 bis 1917 Stadtrat und von 1927 bis 1935 Ortsbürgerrat sowie zwischen 1894 und 1935 mehrmals Luzerner Grossrat. 1901 übernahm er von Otto Lang das Amt des Vorsitzenden der SP Schweiz und war bis 1902 deren erster offizieller Präsident.
Er war Mitbegründer der Arbeiterunion Schweizerischer Transportanstalten (AUST), deren Zentralpräsident er von 1898 bis 1902 und dann ab 1909 war.
Ab 1912 war er Verwaltungsrat der Schweizerischen Unfallversicherungsanstalt (SUVA), in dieser Zeit war er auch von 1915 bis 1917 deren Präsident.
Sein Advokaturbüro in Luzern war ein Zentrum der SP Luzern und wurde als „roter Vatikan“ bezeichnet.

### Schriftstellerisches Wirken
Von 1893 bis 1900 war Josef Albisser Redakteur des Arbeitsblattes Demokrat und Journalist der Arbeiterpresse. Er befasste sich auch mit der Geschichte des Zeitungswesens und veröffentlichte einige Reisebeschreibungen.

## Ehrungen
Nach seinem Tode wurde Josef Albisser in der Arbeiterzeitung Freie Innerschweiz als Patriarch und treuester Diener der SP bezeichnet.

## Mitgliedschaften
Josef Albisser war Zentralpräsident des Grütlivereins.

## Schriften (Auswahl)
- Zur Geschichte des luzernischen Zeitungswesens. 1890.
- Josef Albisser; Eduard Arnold: Das Verfahren vor dem Eidgenössischen Versicherungsgericht samt den Bundesratsbeschlüssen vom 26. Dezember 1917, sowie vom 4. Januar und 6. April 1918. Zürich: Orell Füssli, 1918.
- Jean Sigg. In: Grütlianer vom 29. Juli 1922. S. 2 (Digitalisat).
- Unter dem blauen Himmel der Provence. Luzern: Unionsdruckerei, 1926.
- Unterwegs: Reiseerinnerungen aus dem Süden und Norden: Balearen – im Frühling – Rund um Westeuropa: Genua-Algier-Amsterdam-Brüssel – Norwegen im Spätsommer. Luzern: Unionsdruckerei, 1936.